# Woodenbong
Woodenbong – miasto w Australii, w stanie Nowa Południowa Walia.